# Red (Hyuna)
Red è un singolo della cantante sudcoreana Hyuna, pubblicato il 28 luglio 2014 come secondo estratto dal terzo EP A Talk.
La canzone è stata registrata tra il 2013 e il 2014. La traccia è stata scritta e prodotta dalla cantante stessa ed è uscita su Internet il 28 luglio 2014.

## Il brano
Il brano è stato presentato in live il 25 luglio insieme al brano BlackList. La canzone è stata promossa in vari show televisivi insieme al suo documentario Hyuna's Free Month.

## Video musicale
Il videoclip è stato pubblicato il 28 luglio 2014 preceduto da vari teaser. Il giorno dopo raggiunse un milione di visualizzazioni su YouTube.

## Classifiche
| Classifica (2014) | Posizione massima |
| ----------------- | ----------------- |
| Corea del Sud     | 3                 |